# سرخ تله
اطلاعات کلی
سورلند، به انگلیسی ( SOORLAND ) یا سورتله روستایی از توابع بخش رحیم‌آباد شهرستان رودسر در استان گیلان ایران است.

## جمعیت
این روستا در دهستان شوئیل قرار دارد و براساس سرشماری مرکز آمار ایران در سال ۱۳۸۵، جمعیت آن ۳۰ نفر (۱۱خانوار) بوده‌است.